# Tierra Nueva, Santa Inés Ahuatempan
Tierra Nueva är en ort i Mexiko.   Den ligger i kommunen Santa Inés Ahuatempan och delstaten Puebla, i den sydöstra delen av landet, 160 km sydost om huvudstaden Mexico City. Tierra Nueva ligger 1 834 meter över havet och antalet invånare är 126.
Terrängen runt Tierra Nueva är kuperad åt sydväst, men åt nordost är den platt. Tierra Nueva ligger uppe på en höjd. Runt Tierra Nueva är det glesbefolkat, med 17 invånare per kvadratkilometer. Närmaste större samhälle är Santa Inés Ahuatempan, 5,4 km öster om Tierra Nueva. I omgivningarna runt Tierra Nueva växer huvudsakligen savannskog.